# 응이어단현
응이어단현(베트남어: Huyện Nghĩa Đàn / 縣義壇)은 베트남 북중부 지방 응에안성의 현이다.

## 행정 구역
응이어단현은 1시진, 28사를 관할하고 있다.

### 시진
- 응이어단 시진 (Thị trấn Nghĩa Đàn, 義壇市鎭)

### 사
- 응이어안 사 (Xã Nghĩa An, 義安社)
- 응이어빈 사 (Xã Nghĩa Bình, 義平社)
- 응이어득 사 (Xã Nghĩa Đức, 義德社)
- 응이어헤우 사 (Xã Nghĩa Hiếu, 義孝社)
- 응이어호이 사 (Xã Nghĩa Hội, 義會社)
- 응이어홍 사 (Xã Nghĩa Hồng, 義鴻社)
- 응이어흥 사 (Xã Nghĩa Hưng, 義興社)
- 응이어카인 사 (Xã Nghĩa Khánh, 義慶社)
- 응이어락 사 (Xã Nghĩa Lạc, 義樂社)
- 응이어럼 사 (Xã Nghĩa Lâm, 義林社)
- 응이어롱 사 (Xã Nghĩa Long, 義隆社)
- 응이어록 사 (Xã Nghĩa Lộc, 義祿社)
- 응이어머이 사 (Xã Nghĩa Lợi, 義利社)
- 응이어마이 사 (Xã Nghĩa Mai, 義枚社)
- 응이어민 사 (Xã Nghĩa Minh, 義明社)
- 응이어푸 사 (Xã Nghĩa Phú, 義富社)
- 응이어선 사 (Xã Nghĩa Sơn, 義山社)
- 응이어타인 사 (Xã Nghĩa Thành, 義成社)
- 응이어틴 사 (Xã Nghĩa Thịnh, 義盛社)
- 응이어토 사 (Xã Nghĩa Thọ, 義壽社)
- 응이어쭝 사 (Xã Nghĩa Trung, 義中社)
- 응이어옌 사 (Xã Nghĩa Yên, 義燕社)